# مایک بارنارد (ورزشکار، زاده ۱۹۳۳)
مایک بارنارد (انگلیسی: Mike Barnard; ۱۸ ژوئیهٔ ۱۹۳۳ – ۱۸ دسامبر ۲۰۱۸) بازیکن کریکت، و بازیکن فوتبال اهل بریتانیا بود.